# Joseph E. Duncan III
Joseph Edward Duncan III (Fort Bragg, 25 febbraio 1963 – Terre Haute, 28 marzo 2021) è stato un serial killer statunitense.

## Biografia

### Infanzia
Joseph Duncan III nasce a Fort Bragg, nella Carolina del Nord. Duncan ha una lunga storia da predatore sessuale. All'età di 15 anni commise il suo primo crimine nella sua città, in cui stuprò un bambino di 9 anni. L'anno successivo è stato arrestato per furto d'auto. È stato in seguito mandato in una comunità dove si sottopose a sedute in cui diceva di aver violentato molti ragazzi. Nel 1980 ruba armi da fuoco a dei vicini di casa e rapisce e stupra un ragazzo di 14 anni. Proprio per questo viene arrestato e condannato a 20 anni di carcere, ma viene rilasciato nel 1994, dopo aver scontato 14 anni. Viene nuovamente arrestato nel 1996 per possesso di marijuana e rilasciato parecchie settimane più tardi con nuove restrizioni. Viene arrestato in Kansas nel 1997, dopo aver violato i termini della sua libertà vigilata; viene rilasciato il 14 luglio 2000 per buona condotta e si trasferisce a Fargo, nel Dakota del Nord.

### Omicidio della famiglia Groene
Il 16 maggio 2005, a Coeur d'Alene, le autorità scoprirono i corpi senza vita di Brenda Groene, 40 anni, Marc McKenzie, 37 anni e del loro figlio, Slade Groene, di 13 anni. Le indagini successive portarono alla scoperta di un altro cadavere, quello dell'altro figlio, Dylan, di 9 anni, che era stato seviziato e ucciso brutalmente. Solo in seguito scoprirono che tra i membri della famiglia c'era anche Shasta Groene, di 8 anni, che era stata rapita dall'assassino. L'autopsia ha in seguito riferito che le vittime sono state colpite ripetutamente con un martello, in quanto nei corpi erano stati riscontrati dei traumi contusivi alla testa.
Sette settimane dopo, il 2 luglio 2005, in una tavola calda a Coeur d'Alene, alcune telecamere di sorveglianza hanno ripreso la piccola Shasta insieme a uno sconosciuto. Una delle cameriere e due clienti hanno riconosciuto la bambina e hanno chiamato segretamente la polizia, facendo in modo che l'uomo con cui stava non lasciasse il locale. Gli agenti della polizia arrivarono sul posto e arrestarono l'uomo, identificato come Joseph Duncan. La bambina viene portata via dalle forze dell'ordine e trasferita al Kootenai Medical Center per trattamenti medici.
Arrestato con accusa di omicidio e sequestro di persona, fu condannato al carcere a vita presso una prigione federale in California.

### Morte
Morì il 28 marzo 2021 all'età di 58 anni a causa di un cancro al cervello allo stadio terminale diagnosticatogli nell'ottobre dell'anno precedente.

## Altri omicidi
L'arresto di Duncan ha portato l'FBI a revisionare alcuni casi irrisolti che potrebbero essere collegati al criminale. Egli è stato sospettato di molti altri crimini verificatisi tra il 1994 e il 1997, quando era in libertà vigilata, e tra il 2000 e il 2005. Anche se è stato tenuto fuori da questi crimini, le autorità della California e di Washington avevano prove sufficienti per dimostrare che Duncan avesse commesso quei crimini.

### Anthony Martinez
Il 4 aprile 1997, un bambino di 10 anni di nome Anthony Martinez stava giocando con i suoi amici nel giardino di casa sua a Beaumont, quando un uomo si avvicinò a loro intimandoli di aiutarlo a cercare un gatto fuggito. Dopo che i ragazzi rifiutarono, Duncan prese e trascinò a forza Martinez nella sua macchina e fuggì più veloce che poté. Dopo due settimane di ricerche, il 19 aprile è stato trovato il suo corpo nudo e in avanzato stato di decomposizione. Gli investigatori hanno affermato che il ragazzino era stato aggredito sessualmente e legato col nastro adesivo.

### Sammiejo White e Carmen Cubias
Duncan confessa gli omicidi di Sammiejo White, di 11 anni, e di sua sorella Carmen Cubias, di 9 anni, scomparse il 6 luglio 1996. I loro resti verranno ritrovati il 10 febbraio 1998 a Bothell.

## Il blogIl quinto chiodo
Prima del suo arresto, nel 2004 Duncan creò un blog su Internet chiamato The Fifth Nail ("Il quinto chiodo"), chiamato così poiché secondo la tradizione, in aggiunta dei quattro chiodi utilizzati per crocifiggere Gesù Cristo, c'era un quinto chiodo portato poi via dai romani. Su questo blog Duncan scriveva ogni giorno tutto quello che pensava su sé stesso e sugli altri e raccontava in maniera persuasiva gli episodi quotidiani della sua vita. Subito dopo l'arresto di Duncan, il blog è stato conservato per i posteri e usato tutt'oggi dai criminologi. Ancora tutt'oggi il sito è visitabile e si può ritrovare anche nei risultati di Google.